# Wyoming (Minnesota)
Wyoming es una ciudad ubicada en el condado de Chisago en el estado estadounidense de Minnesota. En el Censo de 2010 tenía una población de 7791 habitantes y una densidad poblacional de 141,31 personas por km².

## Geografía
Wyoming se encuentra ubicada en las coordenadas 45°20′24″N 92°58′6″O / 45.34000, -92.96833. Según la Oficina del Censo de los Estados Unidos, Wyoming tiene una superficie total de 55.14 km², de la cual 52.46 km² corresponden a tierra firme y (4.85%) 2.67 km² es agua.

## Demografía
Según el censo de 2010, había 7791 personas residiendo en Wyoming. La densidad de población era de 141,31 hab./km². De los 7791 habitantes, Wyoming estaba compuesto por el 96.6% blancos, el 0.36% eran afroamericanos, el 0.37% eran amerindios, el 0.92% eran asiáticos, el 0% eran isleños del Pacífico, el 0.39% eran de otras razas y el 1.36% pertenecían a dos o más razas. Del total de la población el 1.67% eran hispanos o latinos de cualquier raza.